# 872
Cette page concerne l'année 872  du calendrier julien.
L'année 872 est une année bissextile qui commence un mardi.

## Événements

### Proche-Orient
- Ahmad ibn Tulun se rend indépendant en Égypte[1]. C'est un wali juste et tolérant. Il décide notamment une importante remise d’impôts, qui explique sa popularité auprès des chrétiens.

- L'empereur byzantin Basile Ier adopte une stratégie offensive envers l'Islam. Le paulicien Chrysocheir est tué lors d’une campagne en Galatie. La capitale des pauliciens, Téphrikè est prise[2]. Byzance redevient maîtresse des passages du Taurus, de l’Anti-Taurus et de l’Euphrate (871-882)[3].

### Europe
- 30 mars : Charles le Chauve célèbre Pâques à Saint-Denis, puis se rend à Saint-Maurice[4].
- Printemps : les Vikings d'Hasting occupent Angers sans rencontrer de résistance. Ils sont assiégés par Charles le Chauve qui reprend la ville en 873 avec l'aide des Bretons[5].
- Mai : 
  - L'impératrice Engelberge, épouse de Louis II le Jeune, rencontre Louis II de Germanie à Trente pour négocier les droits de son époux sur la Lorraine. Charles le Chauve refuse le rendez-vous fixé par l'impératrice en septembre à Saint-Maurice[6].
  - Les musulmans attaquent la Dalmatie[7].
- 18 mai : Louis II le Jeune est couronné empereur une nouvelle fois et roi de Lotharingie orientale à Rome par le pape Adrien II[8].

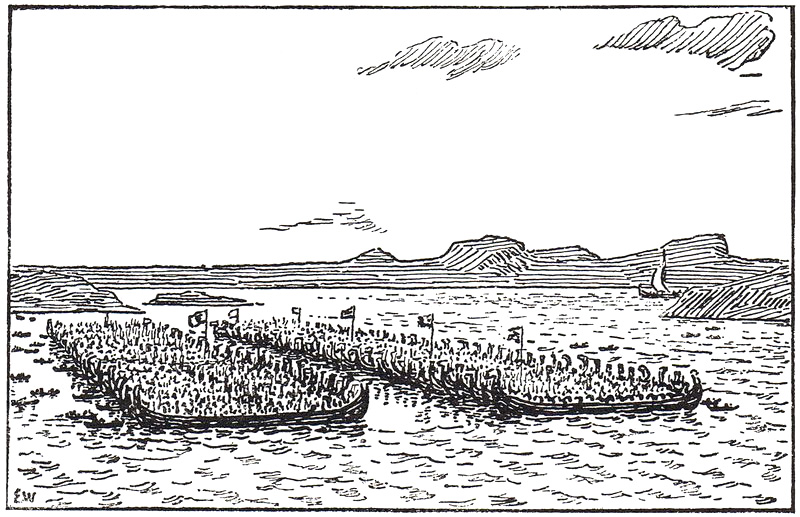
Harald et ses ennemis se rencontrent à Hafrsfjord.

- 18 juillet[9] : bataille de Hafrsfjörd[10]. L'armée et la flotte de Harald Haarfager (à la belle chevelure) prennent le contrôle de la Norvège après leur victoire sur les forces unies de la noblesse norvégienne (ou vers 885-890[11]). Le royaume de Norvège est fondé. Harald règne jusqu'en 933.
- Août : le comte d'Autun Bernard le Veau est tué à l’instigation de Bernard Plantevelue qui obtient du roi Charles le Chauve le Toulousain, le Limousin et le Rouergue[12].
- 1er septembre : convocation de l'assemblée de Gondreville[12].
- 9 septembre : les évêques et les laïques de Lotharingie prêtent serment à Charles le Chauve à Gondreville[13].
- Octobre : Charles le Chauve négocie avec Roric, chef des Normands de Seine[4].
- 14 décembre : début du pontificat de Jean VIII (fin en 882)[14]. Il prend le titre de « recteur de l’Europe », jadis attribué à Charlemagne[15]. L’échec des Carolingiens a fait glisser leur héritage dans les mains de l’Église.
- Hiver : le Danois Halfdan Ragnarsson prend ses quartiers d’hiver dans la forteresse de Torksey (Lindsey)[16].

- Une flotte amalfitaine parvient à dégager le littoral campanien de la menace des musulmans de Sicile à l'appel de Byzance[17].
- Première mention du duc Bořivoj Ier de Bohême dans les annales de Fulda (fin de règne en 889)[18].
- Famine en Italie[15].
- Mention écrite de la transformation du temple de Portunus à Rome en église et ajout de fresques à l'intérieur[19].